# Чемпионат Хорватии по волейболу среди женщин
Чемпионат Хорватии по волейболу среди женщин — ежегодное соревнование женских волейбольных команд Хорватии. Проводится с сезона 1991/92.
Соревнования проходят в пяти дивизионах — суперлиге, первой лиге, 1-й, 2-й и 3-й лигах. Организатором чемпионатов является Хорватская волейбольная федерация.

## Формула соревнований (Суперлига)
Чемпионат 2024/25 в Суперлиге включал два этапа — предварительный и плей-офф. На предварительной стадии команды играли в два круга. 6 лучших вышли в плей-офф (1-я и 2-я команды — напрямую в полуфинал) и далее по системе с выбыванием определили финалистов, которые разыграли первенство. Серии матчей плей-офф проводились до двух (в четвертьфинале и полуфинале) и до трёх (в финале) побед одного из соперников.
За победы со счётом 3:0 и 3:1 команды получают 3 очка, 3:2 — 2 очка, за поражение со счётом 2:3 — 1 очко, 0:3 и 1:3 — 0 очков.   
В чемпионате 2024/25 в суперлиге участвовали 10 команд: «Младост» (Загреб), «Динамо» (Загреб), «Рибола Каштела» (Каштел Лукшич), «Небо» (Запрешич), «Брда» (Сплит), «Марина Каштела» (Каштел Гомилица), «Осиек», «Дубровник», «Келтекс» (Карловац), «Дон Боско» (Загреб). Чемпионский титул выиграло «Динамо», победивший в финальной серии «Младост» 3-1 (0:3, 3:0, 3:2, 3:0). 3-е место заняла «Рибола Каштела».

## Призёры
| Сезон     | 1-е место                        | 2-е место                        | 3-е место                        |
| --------- | -------------------------------- | -------------------------------- | -------------------------------- |
| 1991/92   | «Младост» Загреб                 | «Дубровник»                      | «Риека-Кроация» Риека            |
| 1992/93   | «Младост» Загреб                 | «Риека-Кроация» Риека            | «Пула»                           |
| 1993/94   | «Младост» Загреб                 | «Риека»                          | «Пула»                           |
| 1994/95   | «Младост» Загреб                 | «Пула»                           | «Риека»                          |
| 1995/96   | «Младост» Загреб                 | «Риека»                          | «Пула»                           |
| 1996/97   | «Дубровник»                      | «Риека»                          | «Промет» Дубрава                 |
| 1997/98   | «Дубровник»                      | «Академичар» Загреб              | «Риека»                          |
| 1998/99   | «Риека»                          | «Каштела» Каштел Стари           | «Дубровник»                      |
| 1999/2000 | «Риека»                          | «Каштела» Каштел Стари           | «Пула»                           |
| 2000/01   | «Риека»                          | «Каштела» Каштел Стари           | «Младост» Загреб                 |
| 2001/02   | «Младост» Загреб                 | «Сплит-1700» Сплит               | «Каштела» Каштел Стари           |
| 2002/03   | «Младост» Загреб                 | «Тифон-Азена» Велика-Горица      | «Банка-Пула» Пула                |
| 2003/04   | «Младост» Загреб                 | «Тифон-Азена» Велика-Горица      | «Риека»                          |
| 2004/05   | «Младост» Загреб                 | «Тифон-Азена» Велика-Горица      | «Риека»                          |
| 2005/06   | «Младост» Загреб                 | «Риека»                          | «Шибеник»                        |
| 2006/07   | «Риека»                          | «Каштела» Каштел Стари           | «Пивовара-Осиек» Осиек           |
| 2007/08   | «Риека»                          | «Пивовара-Осиек» Осиек           | «Банка-Пула» Пула                |
| 2008/09   | «Риека»                          | «Вуковар»                        | «Сплит-1700» Сплит               |
| 2009/10   | «Риека»                          | «Сплит-1700» Сплит               | «Младост» Загреб                 |
| 2010/11   | «Риека»                          | «Вуковар»                        | «Вибробетон» Винковци            |
| 2011/12   | «Риека»                          | «Сплит-1700» Сплит               | «Вуковар»                        |
| 2012/13   | «Риека»                          | «Азена» Велика-Горица            | «Пореч»                          |
| 2013/14   | «Младост» Загреб                 | «Марина Каштела» Каштел Гомилица | «Пореч»                          |
| 2014/15   | «Пореч»                          | «Младост» Загреб                 | «Шверинер» Шверин                |
| 2015/16   | «Младост» Загреб                 | «Пореч»                          | «Марина Каштела» Каштел Гомилица |
| 2016/17   | «Марина Каштела» Каштел Гомилица | «Младост» Загреб                 | «Осиек»                          |
| 2017/18   | «Младост» Загреб                 | «Марина Каштела» Каштел Гомилица | «Риека»                          |
| 2018/19   | «Младост» Загреб                 | «Каштела» Каштел Стари           | «Олимпик» Загреб                 |
| 2019/20   | «Младост» Загреб                 | «Каштела» Каштел Стари           | «Марина Каштела» Каштел Гомилица |
| 2020/21   | «Младост» Загреб                 | «Марина Каштела» Каштел Гомилица | «Каштела» Каштел Стари           |
| 2021/22   | «Младост» Загреб                 | «Марина Каштела» Каштел Гомилица | «Динамо» Загреб                  |
| 2022/23   | «Младост» Загреб                 | «Динамо» Загреб                  | «Келтекс» Карловац               |
| 2023/24   | «Младост» Загреб                 | «Динамо» Загреб                  | «Марина Каштела» Каштел Гомилица |
| 2024/25   | «Динамо» Загреб                  | «Младост» Загреб                 | «Рибола-Каштела» Каштел Лукшич   |

## Титулы
| Клуб                             | Победы |
| -------------------------------- | ------ |
| «Младост» Загреб                 | 20     |
| «Риека»                          | 10     |
| «Дубровник»                      | 2      |
| «Пореч»                          | 1      |
| «Марина Каштела» Каштел Гомилица | 1      |
| «Динамо» Загреб                  | 1      |